# Anton Kotzig
Anton Kotzig (* 22. Oktober 1919 in Kočovce, Tschechoslowakei; † 20. April 1991 in Montreal) war ein tschechoslowakisch-kanadischer Mathematiker.
Kotzig studierte bis zu deren Schließung 1939 an der Karls-Universität Prag und danach an der Comenius-Universität Bratislava, wo er 1943 in mathematischer Statistik promoviert wurde und danach bei der staatlichen Sozialversicherung arbeitete und Leiter der Abteilung mathematische Statistik wurde. Ab 1951 lehrte er auch an der Wirtschaftsuniversität Bratislava, wo er 1952 bis 1958 Rektor war.  1959 bis 1964 leitete er das neu gegründete Mathematik Institut der Slowakischen Akademie der Wissenschaften und 1965 bis 1969 war er Leiter der Abteilung Angewandte Mathematik der Comenius-Universität und auch ein Jahr lang Dekan. Zuvor hatte er sich 1961 über Graphentheorie an der Karls-Universität Prag habilitiert. In der Folge der Niederschlagung des Prager Frühlings emigrierte er nach Kanada. 1969 war er Gastprofessor an der University of Calgary in Kanada und 1970 ging er ganz nach Kanada als Professor an der Universität Montreal.
Er beschäftigte sich vor allem mit Graphentheorie, aber auch anderen Bereichen der Kombinatorik wie kombinatorischer Spieltheorie, konvexer Geometrie und Lateinischen Quadraten. Er ist auch für eine Reihe von Problemen bekannt, wie die bis heute ungelöste Ringel-Kotzig-Vermutung mit Gerhard Ringel. Sie ist zur Graziösen Beschriftungs-Vermutung äquivalent, die besagt, dass in allen Bäumen die Knoten auf eine bestimmte Weise nummeriert werden können: die Kanten lassen sich eindeutig durch die Beträge der Differenzen der Knotennummern nummerieren (Graceful Labeling, Graziöse Beschriftung).
Vor seiner Übersiedlung nach Kanada veröffentlichte er hauptsächlich in Slowakisch (rund 60 Aufsätze und vier Bücher bis 1969), so dass seine Ergebnisse teilweise später von anderen wiederentdeckt wurden.
Er war verheiratet und hatte einen Sohn.
Zu seinen Doktoranden gehört Alexander Rosa (Slowakische Akademie der Wissenschaften 1968), später Professor an der McMaster University.